# Fåglum
Fåglum is een plaats in de gemeente Essunga in het landschap Västergötland en de provincie Västra Götalands län in Zweden. De plaats heeft 72 inwoners (2005) en een oppervlakte van 19 hectare.